# Mohammed ibn Gao
Mohammed ibn Gao ou Mamadou Keita est le huitième Mansa du Mali entre 1305 et 1310. Aboubakri II lui succède.

## Biographie
Mansa Mohammed ibn Gao, est le fils de son prédécesseur, Mansa Gao. Il hérite du trône après la mort de son père en 1305 et règne jusqu'à sa mort en 1310 ou 1312. 
La fin de son règne marque la fin de la branche dynastique des Maridjatides (descendants directs de Soundiata) et l'avènement, par l'intermédiaire de Mansa Moussa, de la branche dynastique des Abubakrides (d'Abu Bakr, frère de Soundiata). Lorsque Mansa Moussa fait le récit de grandes expéditions maritimes menant son prédécesseur à sa perte, que des erreurs de traductions ont attribué à Aboubakri II dont l'existence est remise en cause, il fait en réalité probablement l'allégorie d'une situation politique dans laquelle son avènement et providentiel.